# Тур Тайваня
Тур Тайваня (англ. Tour de Taiwan) — шоссейная многодневная велогонка, проводящаяся в Китайской Республике на острове Тайвань.

## История
Велогонка была учреждена в 1978 году основателем компании «Giant Bicycles» Кингом Лю. Маршрут первого выпуска гонки начинался в столице Тайваня городе Тайпее, проходил через западную, южную и восточную часть острова и финишировал также в столице Тайваня.
До 2002 года проводилась не регулярно среди любителей. Со следующего года право выступать на гонке получили профессионалы, но в 2003 и 2004 годах гонка не была санкционирована UCI.
В 2005 году многодневка вошла в календарь UCI Asia Tour, получив категорию 2.2, которая в 2012 году была повышена до 2.1.
Гонка интегрирована в Cycle Show, организованным Советом по развитию внешней торговли Тайваня в 2006 году и проходящим в столице республики.
Организатором соревнования выступает Chinese Taipei Cycling Association.

## Призёры
| Год     | Победитель          | Второй              | Третий           |
| ------- | ------------------- | ------------------- | ---------------- |
| 1993    | неизвестен          | неизвестен          | неизвестен       |
| 1994    | Ральф Шмидт         | Андрей Мизуров      | Стивен Дрейк     |
| 1995    | неизвестен          | неизвестен          | неизвестен       |
| 1996    | не проводилась      | не проводилась      | не проводилась   |
| 1997    | неизвестен          | неизвестен          | неизвестен       |
| 1998    | не проводилась      | не проводилась      | не проводилась   |
| 1999    | Брэдон Вести        | неизвестен          | неизвестен       |
| 2000    | не проводилась      | не проводилась      | не проводилась   |
| 2001    | не проводилась      | не проводилась      | не проводилась   |
| 2002 00 | 0000000000000000000 | 0000000000000000000 | 0000000000000000 |

| Год  | Победитель         | Второй            | Третий            |          |
| ---- | ------------------ | ----------------- | ----------------- | -------- |
| 2003 | Гадер Мизбани      | Jürgen Kotulla    | Mikhail Andreyev  |          |
| 2004 | Мориц Милатц       |                   |                   |          |
| 2005 | Ахад Каземи        | Гадер Мизбани     | Томас Петерсон    |          |
| 2006 | Кирк О'Би          | Стивен Галлахер   | Роберт Маклахлан  |          |
| 2007 | Шон Милн           | Роберт Маклахлан  | Yevgeniy Yakovlev |          |
| 2008 | Джон Мерфи         | Шон Милн          | Такаси Миядзава   |          |
| 2009 | Кшиштоф Йежовски   | Питер Макдональд  | Роман Жиентаев    |          |
| 2010 | Дэвид Маккэн       | Филлип Гаймон     | Уильям Кларк      |          |
| 2011 | Маркус Айбеггер    | Дэвид Маккэн      | Дзюнъя Сано       |          |
| 2012 | Рис Поллок         | Вонг Кам По       | Дирк Мюллер       |          |
| 2013 | Бернард Солцбергер | Цгабу Грмай       | Кирилл Поздняков  |          |
| 2014 | Реми Ди Грегорио   | Иоаннис Тамуридис | Марко Дзанотти    |          |
| 2015 | Самад Паурсеиди    | Хоссейн Аскари    | Рахим Эмеми       |          |
| 2016 | Робби Хакер        | Франсиско Мансебо | Бен О’Коннор      |          |
| 2017 | Бенжами Прадес     | Эдвин Авила       | Kevin De Jonghe   |          |
| 2018 | Юкия Арасиро       | Джонатан Кларк    | Джимми Янсенс     |          |
| 2019 | Джонатан Кларк     | Джеймс Пикколи    | Этинне ван Эмпел  |          |
| 2020 | Николас Уайт       | Райан Кавана      | Маркус Кюлей      |          |
| 2021 | отменено           | отменено          | отменено          | отменено |
| 2022 | Бенжамин Дибал     | Sam Culverwell    | Маркос Гарсия     |          |
| 2023 | Ерун Мейерс        | Жорди Лопес       | Бенжами Прадес    |          |
| 2024 | Джозеф Блэкмор     | Юма Коиси         | Carter Bettles    |          |
| 2025 | Брэди Гилмор       | Moritz Kretschy   | Жорди Лопес       |          |

- В 2006 году победу одержал американец Кирк О'Би, но в 2010 году он был пожизненно дисквалифицирован UCI за применение допинга, все его результаты с 3 октября 2005 года по 29 июля 2009 года были аннулированы. Перераспределение мест не производилось.[5]